# Filip Nepejchal
Filip Nepejchal, född 8 juli 1999 i Kolín, är en tjeckisk sportskytt.

## Karriär
Nepejchal började med sportskytte som nioåring. Vid junior-EM 2016 i Tallinn tog han guld i 50 meter gevär tre ställningar. Nepejchal tävlade för Tjeckien vid olympiska sommarspelen 2016 i Rio de Janeiro och slutade på 21:a plats i 50 gevär tre ställningar, 33:e plats i 50 m liggande gevär samt på 35:e plats i 10 meter luftgevär.
Vid junior-EM i 10 meter luftvapen 2017 i Maribor tog Nepejchal brons tillsammans med Nikola Foistová i mixedklassen i 10 meter luftgevär. Vid junior-VM 2017 i Suhl tog han silver i 50 meter gevär tre ställningar. Vid junior-EM 2017 i Baku tog Nepejchal guld i 50 meter gevär tre ställningar samt silver i lagtävlingen tillsammans med František Smetana och Jiří Přívratský. Under 2017 blev han även utsedd till årets junioridrottare i Tjeckien tillsammans med Michaela Hrubá.
Vid junior-EM i 10 meter luftvapen 2018 i Győr tog Nepejchal silver i 10 meter luftgevär. Vid junior-EM i 10 meter luftvapen 2019 i Osijek tog han guld i 10 meter luftgevär och noterade ett nytt europeiskt juniorrekord. Vid europeiska spelen 2019 i Minsk tog Nepejchal brons i 10 meter luftgevär samt brons i mixedklassen tillsammans med Aneta Brabcová. Vid EM 2019 i Bologna tog Nepejchal silver i 50 meter gevär tre ställningar samt silver i lagtävlingen tillsammans med Petr Nymburský och David Hrčkulák.
Vid EM 2024 i Osijek tog Nepejchal tillsammans med Jiří Přívratský och Petr Nymburský silver i lagtävlingen i 50 meter liggande gevär och guld i trio i 50 meter gevär tre ställningar. Vid EM i 10 meter luftvapen 2025 i Osijek tog han tillsammans med Aleš Entrichel och Jiří Přívratský guld i lagtävlingen i 10 meter luftgevär och silver i trio i samma gren.